# Ben Mendelsohn
Ben Mendelsohn, all'anagrafe Paul Benjamin Mendelsohn (Melbourne, 3 aprile 1969), è un attore australiano.

## Biografia
Mendelsohn è nato a Melbourne, nello Stato federato di Victoria, in una famiglia d'origini ebraico-tedesche, britanniche, greche e tedesche, figlio di Frederick Arthur Oscar Mendelsohn, un noto ricercatore medico del Florey Institute of Neuroscience and Mental Health di Melbourne, e dell'infermiera Carole Ann Ferguson. Quando aveva sei anni, i suoi genitori divorziano e Mendelsohn andò a vivere con la madre, crescendo assieme ai fratelli, David e Tom, fra l'Europa e gli Stati Uniti, prima di ristabilirsi in Australia durante il periodo delle scuole superiori. Frequenta infatti la Banyule High School di Melbourne, dove inizia ad appassionarsi alla recitazione grazie alla frequentazione di vari corsi di teatro.
Inizia a recitare mentre frequenta ancora la scuola e, dopo una lunga gavetta, inizia a lavorare nel cinema recitando nel 1990 nel film Carabina Quigley di Simon Wincer, e nel 1993 in Vincent Ward. Appare insieme a Hugh Grant in Sirene (1994). Nel 2000 è nel film di Martin Campbell Vertical Limit, mentre nel 2005 prende parte a The New World - Il nuovo mondo, accanto a Colin Farrell. Nel 2008 recita in Australia, mentre nel 2009 ha un ruolo in Segnali dal futuro, un film di Alex Proyas.
Recitato in Animal Kingdom (2010), insieme a Guy Pearce, e nel 2011 ottiene una parte in Killer Elite e in Trespass. Nel 2012 prende parte al film di Christopher Nolan Il cavaliere oscuro - Il ritorno, nel ruolo di John Daggett, l'eterno rivale in affari di Bruce Wayne, e recita al fianco di Brad Pitt in Cogan - Killing Them Softly; inoltre prende parte a Come un tuono, un film di Derek Cianfrance.
Nel 2013 lavora in film come Two Mothers e Il ribelle - Starred Up, mentre nel 2014 recita in Exodus - Dei e re, insieme a Christian Bale, mentre nel 2014 prende parte al film di Kevin Macdonald Black Sea. A partire dal 2015 entra nel cast della serie televisiva di Netflix Bloodline nella parte di Danny Rayburn, ruolo che ricopre fino al 2017. Ottiene una parte in Slow West, recitando insieme a Michael Fassbender, mentre nel 2016 recita in Rogue One: A Star Wars Story, un film del franchise di Guerre stellari, interpretando lo spietato Direttore Imperiale Orson Krennic. Nel 2017 interpreta re Giorgio VI del Regno Unito in L'ora più buia, diretto da Joe Wright.
Nel 2018 è nel film di Steven Spielberg Ready Player One, ed è il protagonista di La seconda vita di Anders Hill. Nello stesso anno ottiene la parte del perfido sceriffo di Nottingham nel film Robin Hood - L'origine della leggenda. Nel 2019 ha ottenuto il ruolo di Talos (il leader degli Skrull) nel film del Marvel Cinematic Universe Captain Marvel, ruolo che riprenderà nel film in cameo dello stesso anno Spider-Man: Far from Home e nella miniserie televisiva Secret Invasion (2023). Nel 2021 entra a far parte del cast di Cyrano, diretto da Joe Wright.

### Vita privata
Nell'ottobre del 2009 Mendelsohn partecipa al programma televisivo australiano Who Do You Think You Are?, per risalire alle origini della famiglia ebrea del nonno paterno e scoprire se vi sono legami con il celebre compositore Felix Mendelssohn. Mendelsohn scopre che i suoi antenati sono stati tra i primi ebrei prussiani ad essere naturalizzati a Schneidemühl in Posnania, ora Piła nella moderna Polonia. Nel giugno del 2012 sposa la giornalista e scrittrice britannica Emma Forrest presso l'hotel Chateau Marmont di Los Angeles. La coppia, che ha avuto una figlia, si è separata nel 2016.

## Filmografia

### Attore

#### Cinema
- The Still Point, regia di Barbara Boyd-Anderson (1986)
- The Year My Voice Broke, regia di John Duigan (1987)
- Lover Boy, regia di Geoffrey Wright (1989)
- Cuccata per il week-end (The Big Steal), regia di Nadia Tass (1990)
- Nirvana Street Murder, regia di Aleksi Vellis (1990)
- Return Home, regia di Ray Argall (1990)
- Carabina Quigley (Quigley Down Under), regia di Simon Wincer (1990)
- Spotswood, regia di Mark Joffe (1992)
- Say a Little Prayer, regia di Richard Lowenstein (1993)
- Avik e Albertine (Map of the Human Heart), regia di Vincent Ward (1993)
- Sirene (Sirens), regia di John Duigan (1994)
- Metal Skin, regia di Geoffrey Wright (1994)
- Idiot Box, regia di David Caesar (1996)
- Pazzi per Mozart (Cosi), regia di Mark Joffe (1996)
- True Love and Chaos, regia di Stavros Kazantzidis (1997)
- Amy, regia di Nadia Tass (1997)
- Vertical Limit, regia di Martin Campbell (2000)
- Sample People, regia di Clinton Smith (2000)
- Mullet, regia di David Caesar (2001)
- Black and White, regia di Craig Lahiff (2002)
- The New World - Il nuovo mondo (The New World), regia di Terrence Malick (2005)
- Australia, regia di Baz Luhrmann (2008)
- Prime Mover, regia di David Caesar (2009)
- Beautiful Kate, regia di Rachel Ward (2009)
- Segnali dal futuro (Knowing), regia di Alex Proyas (2009)
- Needle, regia di John V. Soto (2010)
- Animal Kingdom, regia di David Michôd (2010)
- Killer Elite, regia di Gary McKendry (2011)
- Trespass, regia di Joel Schumacher (2011)
- Il cavaliere oscuro - Il ritorno (The Dark Knight Rises), regia di Christopher Nolan (2012)
- Cogan - Killing Them Softly (Killing Them Softly), regia di Andrew Dominik (2012)
- Come un tuono (The Place Beyond the Pines), regia di Derek Cianfrance (2012)
- Two Mothers (Adore), regia di Anne Fontaine (2013)
- Il ribelle - Starred Up (Starred Up), regia di David Mackenzie (2013)
- Lost River, regia di Ryan Gosling (2014)
- Exodus - Dei e re (Exodus: Gods and Kings), regia di Ridley Scott (2014)
- Black Sea, regia di Kevin Macdonald (2014)
- Mississippi Grind, regia di Anna Boden e Ryan Fleck (2015)
- Gun for Hire, regia di Donna Robinson (2015)
- Slow West, regia di John Maclean (2015)
- Una, regia di Benedict Andrews (2016)
- Rogue One: A Star Wars Story, regia di Gareth Edwards (2016)
- L'ora più buia (Darkest Hour), regia di Joe Wright (2017)
- Untogether, regia di Emma Forrest (2018)
- Ready Player One, regia di Steven Spielberg (2018)
- La seconda vita di Anders Hill (The Land of Steady Habits), regia di Nicole Holofcener (2018)
- Robin Hood - L'origine della leggenda (Robin Hood), regia di Otto Bathurst (2018)
- Captain Marvel, regia di Anna Boden e Ryan Fleck (2019)
- Spider-Man: Far from Home, regia di Jon Watts (2019) - cameo non accreditato
- Babyteeth - Tutti i colori di Milla (Babyteeth), regia di Shannon Murphy (2019)
- Il re (The King), regia di David Michôd (2019)
- Cyrano, regia di Joe Wright (2021)
- La casa del padre (The Marsh King's Daughter), regia di Neil Burger (2023)
- To Catch a Killer - L'uomo che odiava tutti (To Catch a Killer), regia di Damián Szifrón (2023)
- Freaky Tales, regia di Ryan Fleck e Anna Boden (2024)

#### Televisione
- Special Squad – serie TV, 1 episodio (1984)
- Wandin Valley – serie TV, 2 episodi (1985)
- The Henderson Kids – serie TV, 4 episodi (1985)
- Prime Time – serie TV (1986)
- Fama e sfortuna (Fame and Misfortune) – serie TV, 6 episodi (1986)
- Neighbours – soap opera, 19 episodi (1986-1987)
- All the Way – miniserie TV (1988)
- Dottori con le ali (The Flying Doctors) – serie TV, 2 episodi (1987-1989)
- This Man... This Woman – miniserie TV (1989)
- G.P. – serie TV, 2 episodi (1989-1994)
- Roughnecks – serie TV, 1 episodio (1994)
- La saga dei McGregor (River: The McGregor Saga) – serie TV, 1 episodio (1994)
- Polizia squadra soccorso (Police Rescue) – serie TV, 1 episodio (1995)
- Halifax f.p. – serie TV, 1 episodio (1995)
- Close Ups – serie TV (1996)
- Good Guys Bad Guys – serie TV, 1 episodio (1997)
- Queen Kat, Carmel & St Jude – serie TV, 4 episodi (1999)
- Secret Men's Business – film TV, regia di Ken Cameron (1999)
- Child Star: The Shirley Temple Story – film TV, regia di Nadia Tass (2001)
- Farscape – serie TV, 1 episodio (2002)
- The Secret Life of Us – serie TV, 5 episodi (2005)
- Second Change – film TV, regia di Peter Andrikidis (2005)
- Love My Way – serie TV, 15 episodi (2006-2007)
- Tangle – serie TV, 10 episodi (2009)
- Girls – serie TV, 1 episodio (2013)
- Bloodline – serie TV, 24 episodi (2015-2017)
- The Outsider – miniserie TV, 10 puntate (2020)
- Secret Invasion, regia di Ali Selim – miniserie TV (2023)
- The New Look – serie TV, 10 episodi (2024)
- Andor – serie TV, 4 episodi (2025)

#### Videoclip
- Full Moon Dirty Hearts degli INXS (1993)
- Lover to Lover di Florence and the Machine (2012)

### Doppiatore
- $9.99, regia di Tatia Rosenthal (2008)
- Spie sotto copertura (Spies in Disguise), regia di Nick Bruno e Troy Quane (2019)
- Star Wars: The Bad Batch - serie animata, episodio 2x15 (2023)

## Premi e candidature
Il premio più importante vinto dall'attore è l'Emmy vinto nel 2016 per la sua interpretazione in Bloodline.
- Australian Film Institute Awards 1987 - Miglior attore non protagonista per The Year My Voice Broke
- Film Critics Circle of Australia Awards 1995 - Miglior attore per Metal Skin
- Australian Film Institute Awards 2010 - Miglior attore per Animal Kingdom
- Film Critics Circle of Australia Awards 2010 - Miglior attore per Animal Kingdom
- IF Awards 2010 - Miglior attore per Animal Kingdom
- Astra Awards 2010 - Miglior attore per Tangle
- British Independent Film Awards 2013 - Miglior attore non protagonista per Il ribelle - Starred Up
- Premi Emmy 2015 Nomination per il miglior attore non protagonista in una serie drammatica per Bloodline
- Golden Globe 2016 Nomination per il miglior attore non protagonista in una serie drammatica per Bloodline
- Premi Emmy 2016 Miglior attore non protagonista in una serie drammatica per Bloodline

## Doppiatori italiani
Nelle versioni in italiano delle opere in cui ha recitato, Ben Mendelsohn è stato doppiato da:
- Stefano Benassi in Rogue One: A Star Wars Story, L'ora più buia, Captain Marvel, Spider-Man: Far from Home, Il re, The Outsider, Secret Invasion, Andor
- Franco Mannella in Trespass, Il cavaliere oscuro - Il ritorno, Come un tuono, Two Mothers, Mississippi Grind, Robin Hood - L'origine della leggenda
- Loris Loddi in Animal Kingdom, Il ribelle - Starred Up, Lost River, Slow West, Bloodline, Babyteeth - Tutti i colori di Milla
- Massimo Lodolo in Fama e sfortuna, Black Sea, The New Look
- Roberto Gammino in Vertical Limit
- Giorgio Borghetti in Australia
- Riccardo Rossi in Segnali dal futuro
- Christian Iansante in Cogan - Killing Them Softly
- Riccardo Niseem Onorato in Exodus - Dei e re
- Andrea Lavagnino in Ready Player One
- Mauro Gravina ne La seconda vita di Anders Hill
- Massimo De Ambrosis in Cyrano
- Simone D'Andrea ne La casa del padre
- Edoardo Siravo in To Catch a Killer - L'uomo che odiava tutti

Da doppiatore è sostituito da:
- Stefano Benassi in Star Wars: The Bad Batch
- Riccardo Rossi in Spie sotto copertura